# کوتوله را بگیرید
کوتوله را بگیرید (انگلیسی: Get Shorty) فیلمی در ژانر کمدی و به کارگردانی بری ساننفلد است که در سال ۱۹۹۵ منتشر شد.
جان تراولتا برای این فیلم برنده مهم‌ترین جایزه عمر خود یعنی گلدن گلوب بهترین بازیگر نقش اول مرد فیلم موزیکال یا کمدی شد.

## بازیگران
- جان تراولتا
- جین هکمن
- رنه روسو
- دنی دویتو
- دنیس فارینا
- دلروی لیندو
- جیمز گاندولفینی
- جون گریس
- دیوید پایمر
- مارتین فررو
- میگل ساندووال
- جیکوب بارگاس
- هاروی کایتل
- آلکس روکو
- بت میدلر
- پنی مارشال
- ویتو سکاتی
- لسلی بگا